# Hypogymnia inactiva
Hypogymnia inactiva är en lavart som först beskrevs av Krog, och fick sitt nu gällande namn av Ohlsson. Hypogymnia inactiva ingår i släktet Hypogymnia och familjen Parmeliaceae.   Inga underarter finns listade i Catalogue of Life.